# Corea del Norte en los Juegos Olímpicos de Barcelona 1992
Corea del Norte estuvo representada en los Juegos Olímpicos de Barcelona 1992 por un total de 64 deportistas, 36 hombres y 28 mujeres, que compitieron en 12 deportes.

## Medallistas
El equipo olímpico norcoreano obtuvo las siguientes medallas:
| Nombre        | Deporte       | Competición         |
| ------------- | ------------- | ------------------- |
| Oro           |               |                     |
| Choi Chol-Su  | Boxeo         | –51 kg M            |
| Pae Gil-Su    | Gimnasia      | Caballo con arcos M |
| Kim Il-Ong    | Lucha libre   | 48 kg M             |
| Li Hak-Son    | Lucha libre   | 52 kg M             |
| Plata         |               |                     |
| —             |               |                     |
| Bronce        |               |                     |
| Li Gwang-Sik  | Boxeo         | –54 kg M            |
| Kim Myong-Nam | Halterofilia  | 75 kg M             |
| Kim Yong-Sik  | Lucha libre   | 57 kg M             |
| Li Bun-Hui    | Tenis de mesa | Individual F        |
| Li Bun-Hui    | Tenis de mesa | Dobles F            |